# 201 ق م
201 ق م أو 201 قبل الميلاد هي سنة من العقد 20 ق م في التقويم اليولياني البروليبتي (التقويم الميلادي). تسبقها سنة 202 ق م وتليها سنة 200 ق م.

## أحداث
- القرن 2 ق م.

### قرطاج
- نهاية الحرب البونيقية الثانية بانتصار روماني على قرطاج - قرطاج توافق على السلام مع روما، بعد مشورة حنبعل. وبذلك تنتهي الحرب البونيقية الثانية. وتتحول قرطاج إلى دولة تابعة للإمبراطورية الرومانية. وتتضمن اتفاقية السلام بين روما وقرطاج، أن تتنازل قرطاج عن كل ممتلكاتها في منطقة البحر الأبيض المتوسط، بما فيها المناطق في شبه جزيرة أيبيريا. ويوافق القرطاجيون على دفع 200 طالنت كل عام إلى روما لمدة خمسين عاما، والسماح لماسينيسا على حكم نوميديا كمملكة مستقلة، وعدم خوض أي حرب دون موافقة روما، وتدمير كل سفنها ما عدا عشرة سفن.
- بعد عقد اتفاق السلام مع روما، يُنتخب حنبعل كبيرا للموظفين في قرطاج. وكان ذلك المنصب قد فقد أهميته ممن قبل في السياسة القرطاجية، لكن حنبعل يجعل منه منصبا ذا سلطة وحكم. ويشرع في إجراء إصلاحات إدارية ومالية في قرطاج، ويحد من سلطة الأقلية الحاكمة التي حكمت قرطاج قبل وبعد الحرب البونيقية الثانية.

### الإمبراطورية الرومانية
- الرومان يطردون القرطاجيين من مالطا.
- توزيع الأراضي في روما على المحاربين القدماء في الحرب البونيقية الثانية، وذلك وفق المؤرخ ليفي. ويعتبر ذلك أول قرار من نوعه، وصار بعد ذلك شائعا.

### اليونان
- فيليب الخامس ملك مقدونيا يستولي على ساموس والأسطول المصري الموجود هناك. ثم يحاصر خيوس) في الشمال.
- رودس وبيرغامون وسيزيكوس وبيزنطة يوحدون أساطيلهم ويهزمون فيليب الخامس ملك مقدونيا في معركة خيوس. وتقع سفينته الرئيسية في فخ وتصدمها سفينتان من سفن المعادية.
- الملك الإسبارطي نابيس يستولي مرة أخرى على مسينة. لكن يُجْبَر الإسبارطيون على التقهقر عندما يتدخل فيلوبويمين. وتُهزم قوات نابيس بشكل حاسم في تيغيا على يد فيلوبويمين، ويضطر نابيس على التخلي عن طموحاته التوسعية للوقت الحالي.

### الصين
- تأسيس مدينة نانتشانغ.

## مواليد
- أنطيوخوس العاشر
- الكسندر زابيناس
- سلوقس الخامس
- لينتولوس باتياتوس
- ميسيبسا
- كانادا

## وفيات
- ميثريداتس الرابع ملك بونتوس
- ماستانابال
- جايوس ترينتيوس فارو
- تشونغ لي مو – جنرال صيني خلال فترة نزاع تشو هان.
- غنايوس نيفيوس – شاعر لاتيني ملحمي وكاتب مسرحي ، كتب مسرحيات تاريخية مستوحاة من التاريخ الروماني ومن شخصياته وأحداثه.

## كتب
- Yves Denis Papin (1998). Chronologie de l'histoire ancienne. Lieu de publication non identifié: Éditions Jean-paul Gisserot. ISBN:2-87747-346-5. OCLC:40746926. مؤرشف من الأصل في 2022-03-16.
- أحمد محمد عوف (2000)، موسوعة حضارة العالم، QID:Q12246226

## وصلات خارجية
- صفحة السنة على موقع onthisday.com
- سنة 201 ق م على موقع المكتبة الوطنية الفرنسية